# Tatra T6A2
I tram tipo T6A2 erano una serie di vetture tranviarie prodotte dal 1988 al 1999 dalla casa cecoslovacca Tatra.

## Storia
Il modello T6A2 venne progettato espressamente per le reti tranviarie della Repubblica Democratica Tedesca, che intendevano sostituire le vetture tranviarie a due assi delle serie più vecchie. I T6A2 vennero progettati per essere tecnicamente compatibili con la serie precedente T4, che veniva utilizzata intensamente sulle reti tedesco-orientali.
Nel 1985 vennero costruite due vetture-prototipo, provate inizialmente sulla rete di Praga e poi su quella di Dresda. In seguito ai risultati ottenuti, si iniziò la produzione in serie.

## Tipi

### T6A2D
Si trattava della versione progettata per le reti della Repubblica Democratica Tedesca; vennero costruite 186 vetture (più 92 rimorchi denominati B6A2D), che fecero servizio sulle reti di Berlino (Est), Dresda, Lipsia, Magdeburgo e Rostock.

### T6A2B
Si trattava della versione modificata per l'esercizio sulle reti della Bulgaria, che venne costruita esclusivamente per la rete di Sofia a scartamento ridotto, in complessivi 57 esemplari.

### T6A2H
Si trattava della versione per le reti dell'Ungheria, di cui vennero costruiti solo 13 esemplari per la rete di Seghedino.